# پایگاه اسکات
پایگاه اسکات (انگلیسی: Scott Base) پایگاهی پژوهشی متعلق به نیوزیلند در جنوبگان است که در پرام پوینت در جزیره راس و در نزدیکی کوه اربوس در قلمرو وابسته راس که سرزمین مورد ادعای نیوزیلند است، قرار دارد. این پایگاه پژوهشی به افتخار رابرت فالکون اسکات افسر نیروی دریایی پادشاهی بریتانیا نام‌گذاری شده است که رهبری دو مأموریت اکتشافی در دریای راس و جنوبگان را بر عهده داشت. این پایگاه به منظور پشتیبانی از پژوهش‌های میدانی و مرکزی برای پژوهش در علوم زمین پایه‌گذاری شده و اکنون پژوهش‌های بسیاری در زمینه‌های مختلف که توسط جنوبگان نیوزیلند مدیریت می‌شود را هدایت می‌کند.
فاصله زمینی پایگاه اسکات تا پایگاه آمریکایی مک‌موردو ۳ کیلومتر است.